# Myrmica molassica
Myrmica molassica är en myrart som beskrevs av Oswald Heer 1850. Myrmica molassica ingår i släktet rödmyror, och familjen myror. Inga underarter finns listade i Catalogue of Life.